# Shire (Fluss)
Der Shire [ʃiːɹɛ], deutsch auch Schire, ist der größte Fluss in Malawi und bildet den Ausfluss des Malawisees. Er ist 402 km lang und mündet auf dem Staatsgebiet von Mosambik in den Sambesi.

## Verlauf
Der Shire verlässt den Malawisee an dessen Südende und fließt nach etwa 10 km in den Malombesee. Von dort bewegt er sich 30 km träge entlang der sumpfigen Ufer einer breiten Aue des Liwonde National Park bis zur Stadt Liwonde.

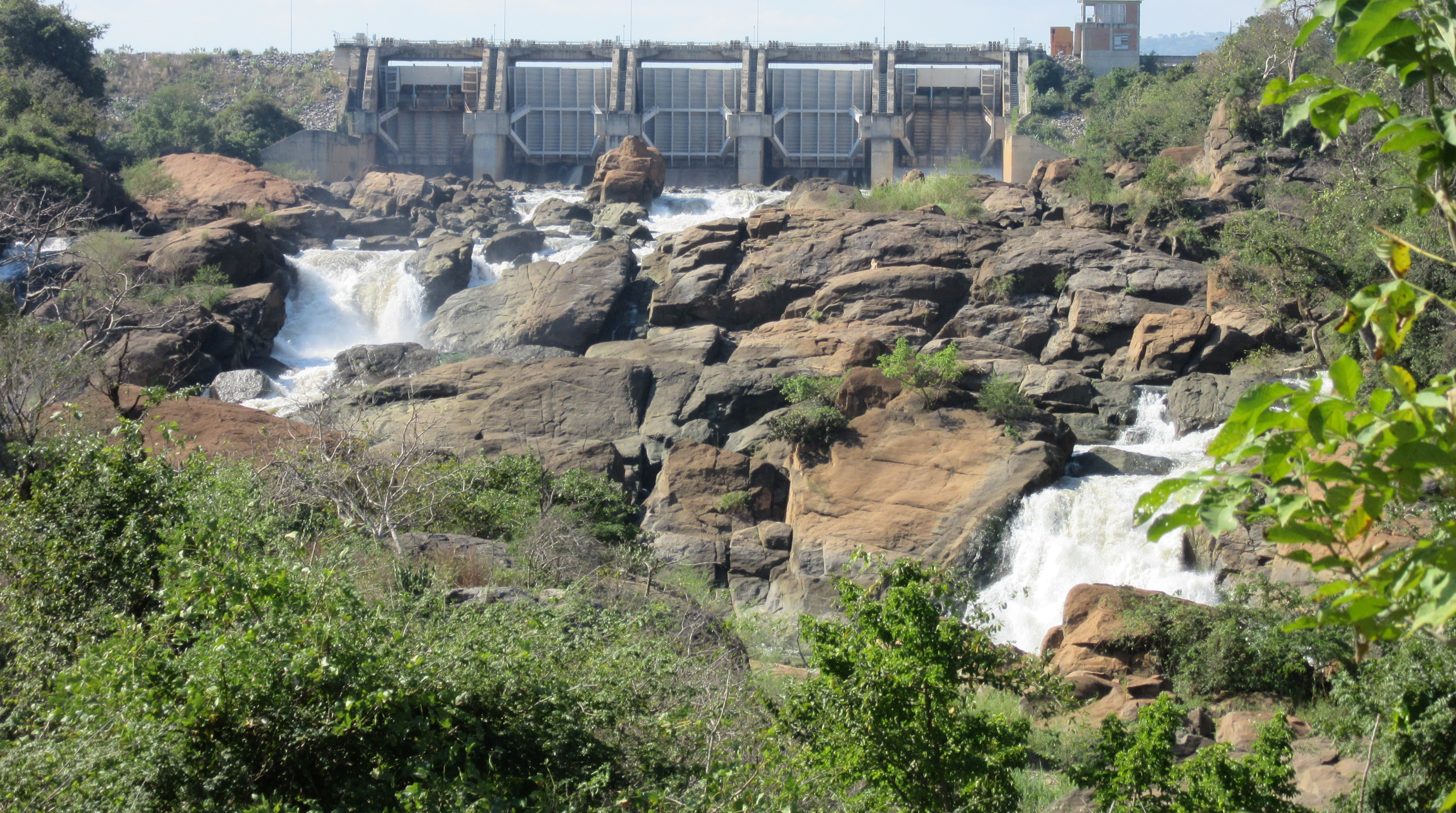
Wasserkraftwerk an den Kapichira-Wasserfällen

Dort ändert er seinen Charakter. Er fließt durch felsiges Gebirge über verschiedene Stromschnellen bis zum Nkhula-Damm, einem 1967 in Betrieb gegangenen Wasserkraftwerks. Es folgt das seit 1973 tätige Tedzani-Wasserkraftwerk bei weiteren Stromschnellen. Sein Verlauf erstreckt sich weiter durch die Mpatamanga-Schlucht bis zu den Kapichira-Wasserfällen mit einem weiteren Wasserkraftwerk. Kurz hinter diesen breitet er sich in die Elephant Marsh aus und hinter Nsanje in die Ndinde-Marsch, bevor er in den Sambesi mündet. Der Shire bildet in seinem Unterlauf ab der Mündung des Ruo auf einer Länge von etwa 80 km die Grenze zwischen den beiden Staaten.
Zusammen mit dem Ruhuhu, der längste Quellfluss des Shire, und der Fließstrecke, die sein Wasser für das Durchqueren des Malawisees benötigt, ist der Flusslauf insgesamt ca. 1.200 km lang.

## Einzugsgebiet
Das Einzugsgebiet des Shire umfasst etwa 150.000 km². Dabei stellt mit 108.360 km² der Staat Malawi, etwa 90 % der Landesfläche, den größten Teil (mit Malawisee). Darüber hinaus umfasst es noch kleine Teile Tansanias und Mosambiks. Ohne Malawisee sind es nur circa 24.000 km², davon 18.000 km² (15 % der Landesfläche) in Malawi. Es ist sehr schmal, und erstreckt sich von Nord nach Süd über ungefähr 1000 km. Seine westliche Grenze zum Nachbargebiet des Luangwa ist praktisch deckungsgleich mit der malawischen Grenze.

## Hydrologie
Die Wasserführung des Shire ist vom Wasserstand des Malawisees abhängig. Im Normalfall führt er ganzjährig Wasser, doch aus den 1930er Jahren wird berichtet, dass er in einigen Jahren während der Trockenzeit kein Wasser geführt habe.
Bei Niedrigwasser des Malawisees soll sich die Fließrichtung des Shire zeitweilig umkehren.
Die Durchflussmenge des Flusses wurde 28 Jahre lang (1953–1981) in Chiromo, bei dem größten Teil des Einzugsgebietes in m³/s gemessen.

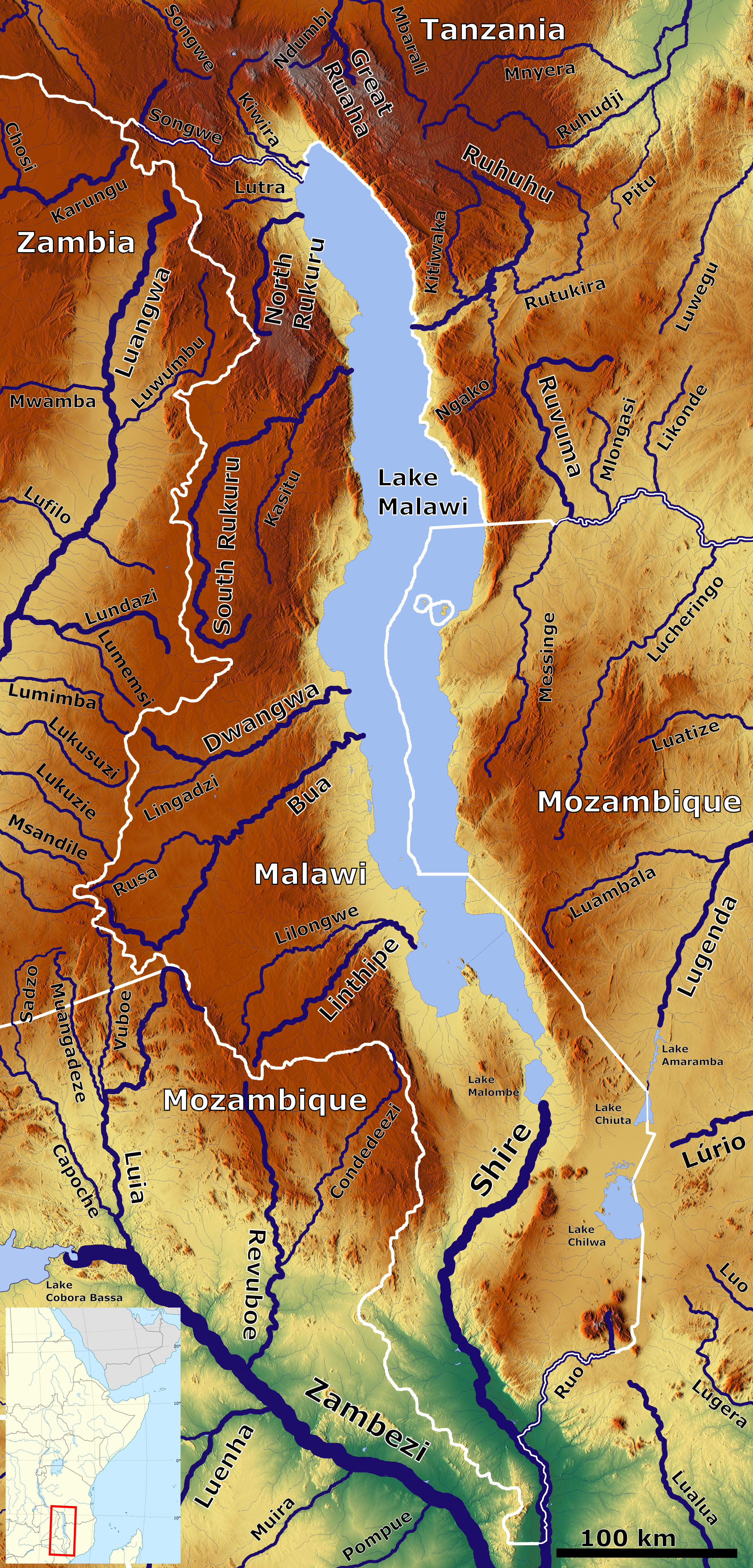
Das Gewässersystem des Shire

- Diagrammdaten:
- Definition |
- Rohdaten |
- Hilfe